# 転バシ
転バシ（ころバシ）は、日本各地に伝わる妖怪のうち、地上を転がるように動いて人間を転倒させようとするものの総称。

## イジャロコロガシ
イジャロコロガシは、長野県南佐久郡南牧村海ノ口に伝わる妖怪。
「イジャロ」とは器物のざるのことを指す。南佐久郡のとある古いお堂の中に、夜遅くにざるが床を転がって来て、人の前に現れると人間の顔に化けるものである。子供を脅すことが多かったという。

## タテクリカエシ
タテクリカエシは、高知県幡多郡に伝わる妖怪。
人が夜道を歩いていると、手杵（餅を搗く道具）のような形をしたものが道の反対側からスットン、スットンと音を立てて転がって来て、出会い頭に人を転ばせるという。猪のように急な方向転換ができないため、これに遭遇した際には、寸前で脇にそれるなどして身をかわすと良いという。草などを打って柔らかくするのに用いる木槌のようなものが転がってくるという説もある。
なお、昭和・平成以降の妖怪関連の文献では、高知ではなく新潟県の妖怪とされていることが多いが、これは書籍『民間伝承』に新潟の人物がこの妖怪の文書を寄稿したための誤解と見られており、正しくは高知の妖怪である。
同県同郡の橋上村楠山（宿毛市）には「手杵返し」といって、雪の山道に何者かの1本足の足跡が残るという怪異、十和村広瀬（現・四万十町）には夜の河原に手杵のようなものが錫杖の音を立ててとんぼ返りをするという怪異があり、「タテクリカエシ」と関連があるものと考えられている。

## 鑵子転ばし

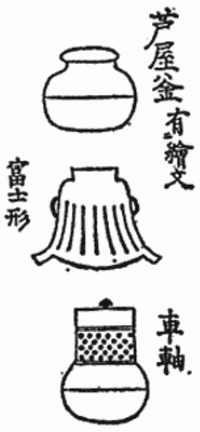
参考 : 『和漢三才図会』より「鑵子」

鑵子転ばし（かんすころばし）は、福島県に伝わる妖怪。
山の中におり、夜の通行人めがけて鑵子（湯沸しの器）を転がしてくるといわれる。
これに似たもので、山口県では崖の上から酒の燗に使う器が転がってくる「鑵子転げ（かんすころげ）」というものがあり、人がこれに驚いて腰を抜かすと、足の力が萎えてしまうという。器物ではなく、人の生首が転がってくるという説もある。